# Situl urban „Vechiul Cartier Iosefin”
Situl urban „Vechiul cartier Iosefin” este un monument istoric format dintr-o parte a cartierelor Iosefin și Elisabetin și dezvoltat în zona Non Aedificandi a Cetății Timișoara la sfârșitul secolului al XIX-lea și începutul secolului al XX-lea. Situl conține multe clădiri în stil Secession și ilustrează concepția urbanistică a epocii.

## Descriere

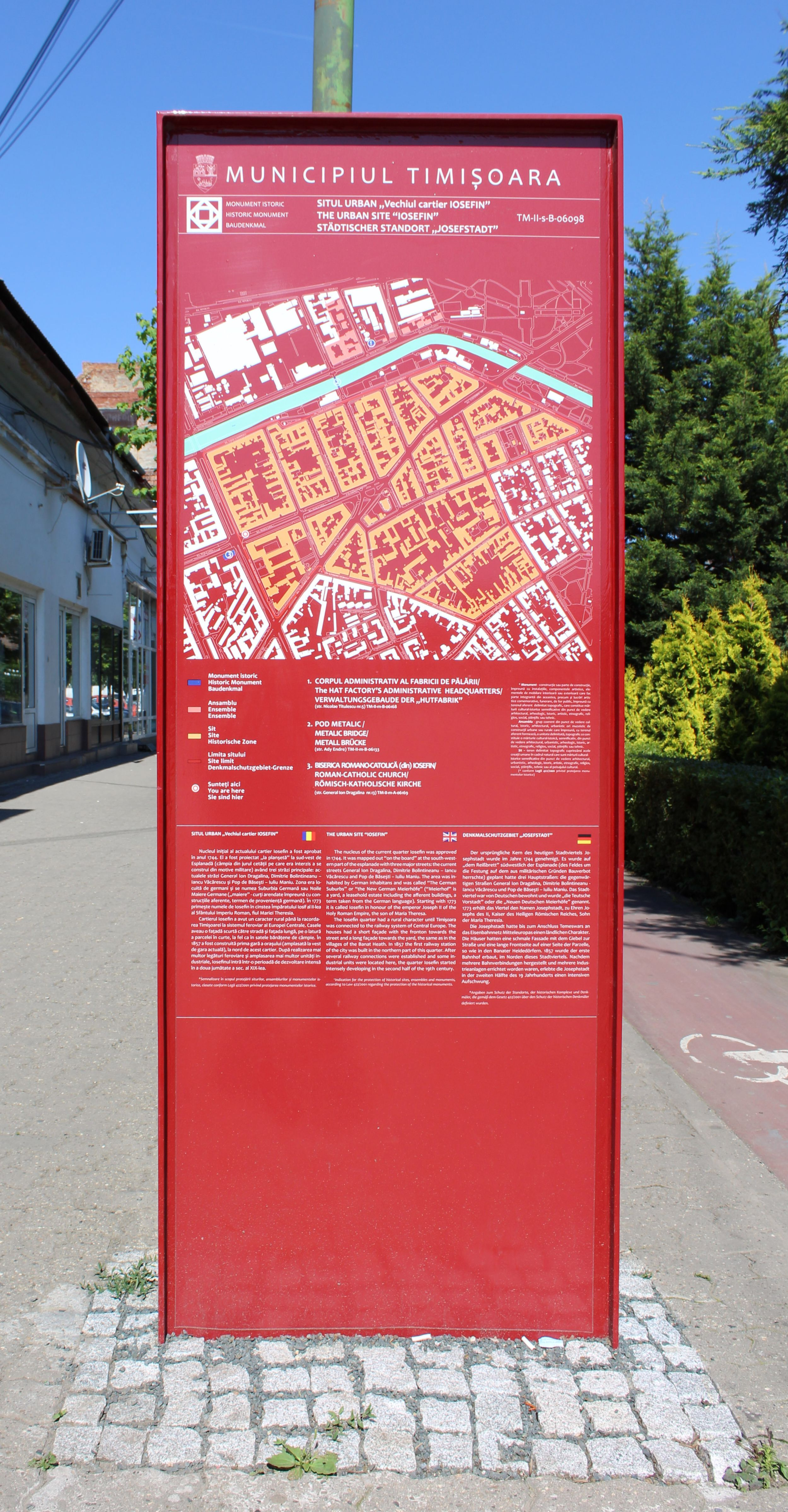
Panou stradal cu planul Sitului urban „Vechiul Cartier Iosefin”

Un sit este un teren delimitat topografic cuprinzând acele creații umane în cadru natural care sunt mărturii cultural-istorice semnificative din punct de vedere arhitectural, urbanistic, arheologic, istoric, artistic, etnografic, religios, social (en), științific, tehnic sau al peisajului cultural. Situl urban „Vechiul cartier Iosefin” este o zonă din Timișoara delimitată la nord de splaiul Tudor Vladimirescu (adiacent Canalului Bega, la vest de bulevardul General Ion Dragalina, la sud de bulevardul 16 Decembrie 1989, strada Alexandru Odobescu și strada Romulus, iar la est de strada Gheorghe Doja și strada Brașov. Ca orice monument istoric, situl este înconjurat de o zonă de protecție stabilită după caz, în zonele urbane fiind de regulă de 100 m față de limita exterioară a sitului.
Situl este străbătut de bulevardul 16 Decembrie 1989, care formează granița istorică dintre cartierele Iosefin (la nord de bulevard) și Elisabetin (la sud de bulevard).

## Istoric
După cucerirea în 1716 de către habsburgi a Cetății Timișoara s-a trecut la fortificarea ei. Zona intra muros din vechea cetate otomană a fost lărgită și înconjurată de trei centuri de fortificații. În jurul acestora exista un glacis și o zonă non aedificandi de 500 de stânjeni (948 m), astfel că zonele locuibile au fost îndepărtate la circa 1700 m de centrul cetății. În 1744 au fost alocate trei astfel de zone, care în timp au devenit cartiere istorice ale Timișoarei: Neue Mayerhoff, la vest de cetate, unde s-au stabilit coloniști germani, Mihalla, la nord-vest de cetate, pentru credincioșii rascieni și Fabrique, la est de cetate, ca zonă industrială pe cursul Begăi.
Inițial suburbia Neue Mayerhoff (Maierele Germane) era formată din trei străzi, de o parte și cealaltă a canalului Bega, actualul bulevard General Ioan Dragalina și actualele străzi Iancu Văcărescu și Iuliu Maniu. Exista un pod de lemn peste Bega pe poziția actualului Pod al Eroilor. Planul suburbiei a fost trasat pe planșetă, cu limita estică a grădinilor la limita zonei non aedificandi (linia neagră din planul sitului). Casele erau de tip șvăbesc, cu un singur nivel și fațadă cu timpan. În spate aveau grădini foarte mari, corespunzător caracterului agricol al suburbiei. În 1773 suburbia a primit numele de Josephstadt (de unde a rămas numele actual Iosefin) în onoarea lui Iosif al II-lea.
Suburbia Alte Mayerhoff era și ea o zonă rurală, la sud-vest de cetate. Fiind în mare parte în zona non aedificandi, zonă nesigură, nu s-a putut dezvolta. La cerea orașului, prin ordinul din 10 noiembrie 1868 al lui Franz Joseph zona non aedificandi a fost redusă de la 500 de stânjeni la 300 de stânjeni (569 m, linia albastră din planul sitului), astfel suburbiile s-au putut apropia de cetate până în zona actualei străzi Gheorghe Doja. Totuși, suburbiile trebuiau să aibă trasate străzile radial față de cetate, ca să permită o bună observare din cetate, iar în caz de atac să se poată executa foc în anfiladă. Zona, cunoscută și sub numele de Maierele Valahe, a devenit în timp cartierul Elisabetin, nume primit la 26 mai 1896 în cinstea Elisabetei (Sisi).
La 23 aprilie 1892 Franz Joseph a dat deciza prin care era ridicat caracterul de fortificație al Timișoarei. Ca urmare s-a putut trasa strada Gheorghe Doja și construi în zona dintre ea și Canalul Bega.

## Dezvoltarea sitului
După 1870 cartierul Iosefin s-a dezvoltat în jurul a două străzi radiale: Templom utca (română strada Bisericii, nn. catolice, din Iosefin), devenită ulterior Kossuth Lajos utca, Bulevardul Tinereții, actual Bulevardul Regele Carol I, respectiv Hunyadi utca, devenită ulterior Calea Șagului, Bulevardul 6 Martie, actual Bulevardul 16 Decembrie 1989. Suportul dezvoltării a fost amplasarea în zonă în 1857 a unei gări, urmată în 1897 de Gara Timișoara Nord, a atelierelor CFR, portului, Morii Mari etc.

### Complexul Notre Dame

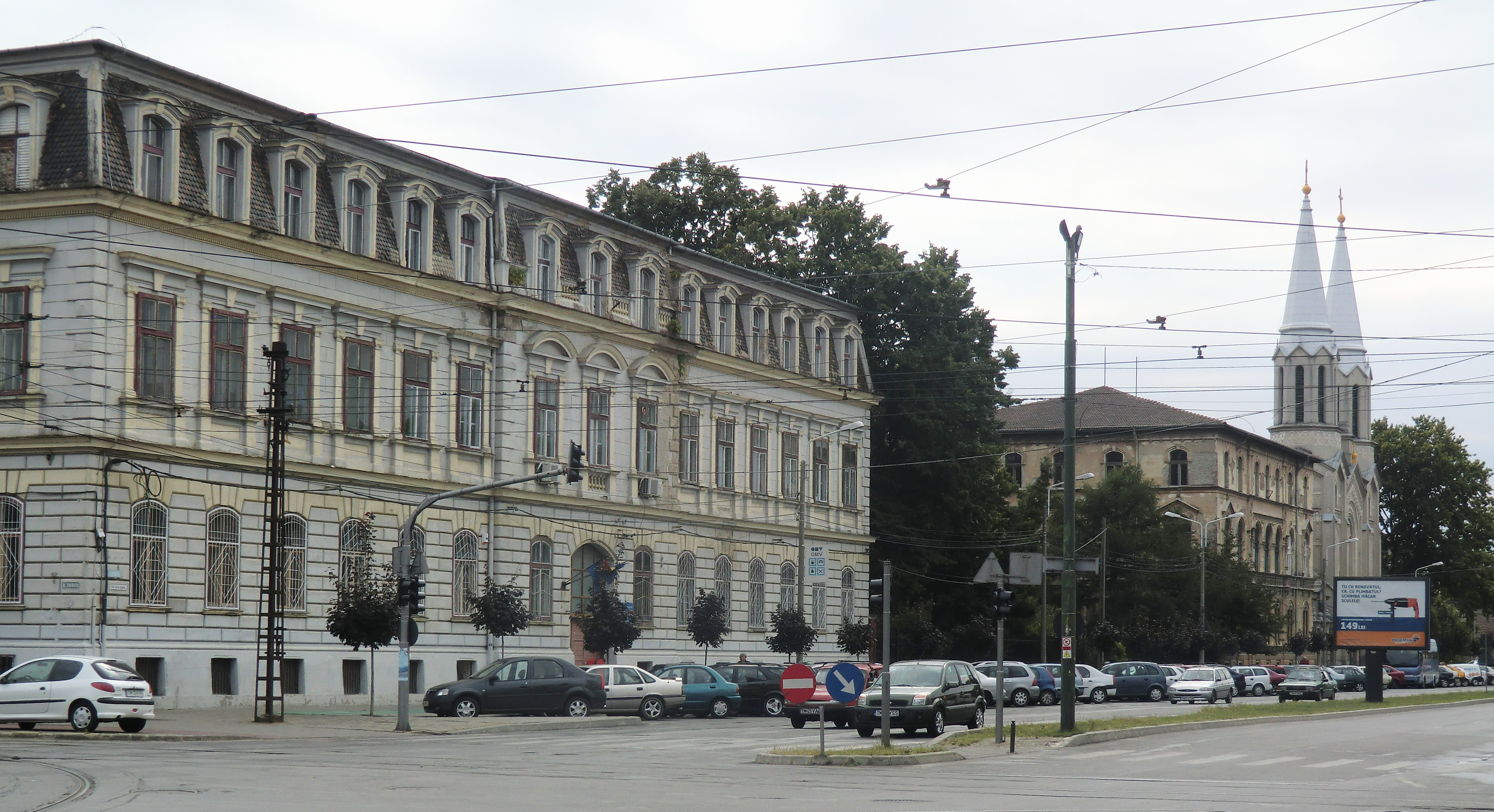
Frontul complexului dinspre bd. General Ioan Dragalina (de la vest)

Ordinul Surorilor de Notre Dame și-a început activitatea de școlarizare în cartierul Cetate, unde, cu ajutorul episcopiei și al primăriei, au ridicat o mănăstire pe locul unde acum funcționează Colegiul Tehnic „I.I.C. Brătianu”. Însă era nevoie de mai mult, astfel că în 1880 s-a hotărât să li se pună la dispoziție cvartalul din Iosefin aflat între actualele bulevarde Regele Carol I, General Ioan Dragalina, 16 Decembrie 1989 și strada Ion Ghica. Aici, în 1981 s-a construit primul corp al școlii, actuala clădire a Liceului „Dositei Obradovici” și a Colegiului Național Bănățean, în 1882 al doilea corp, actuala clădire a Liceului de Arte Plastice, în 1893 biserica Notre Dame, iar în 1895 corpul internatului. În cursul secolului al XX-lea s-au mai adăugat și alte clădiri, dintre care în perioada interbelică clădirile actualului Colegiu Tehnic de Vest și a Casei Studeților, iar după Al Doilea Război Mondial clădirea Centrului Școlar pentru Educație Incluzivă „Dumitru Ciumăgeanu”.

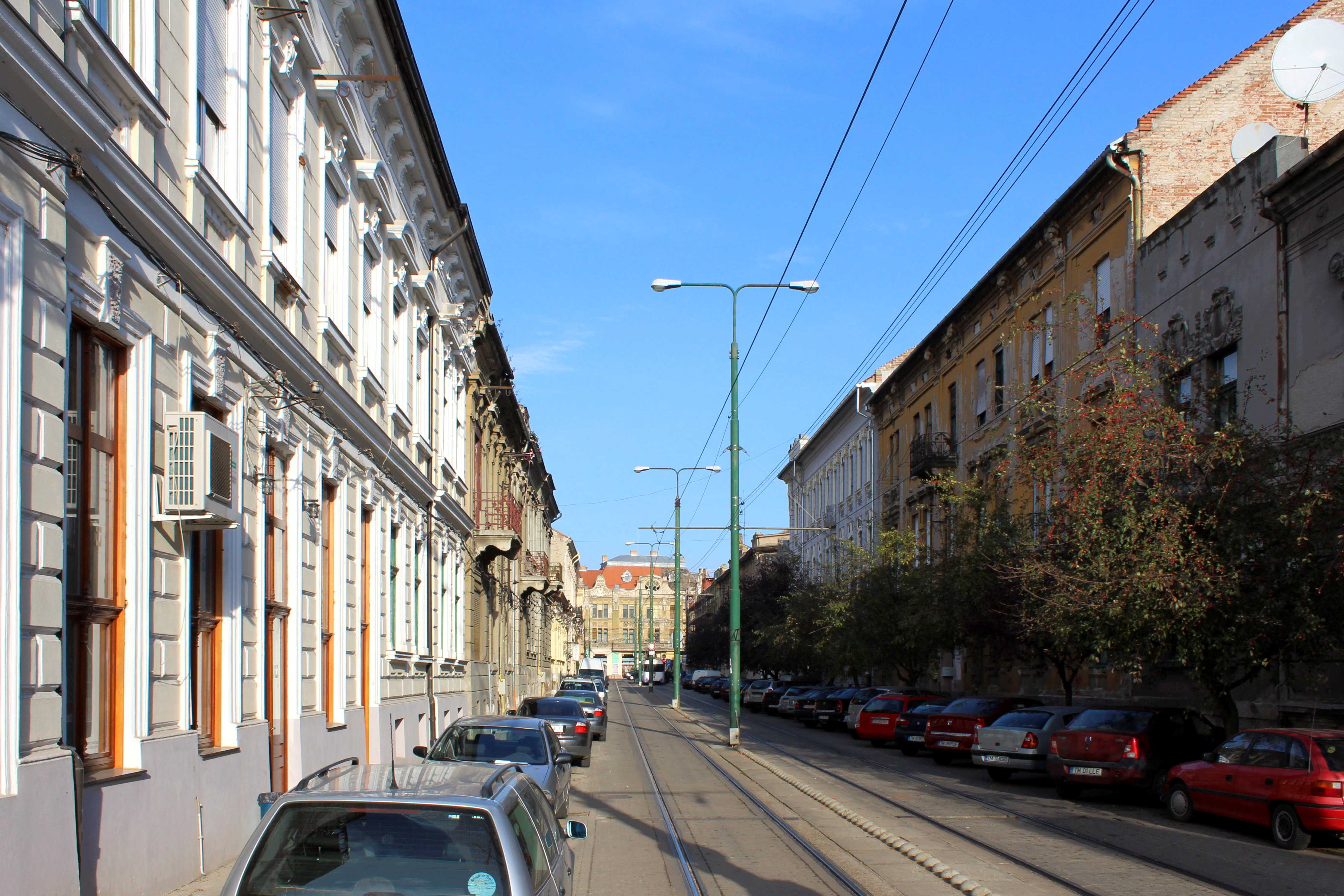
Strada Gheorghe Doja, clădirile de la 1900

### Piața Plevnei
Înainte de 1892 la est de limita zonei non aedificandi era un loc viran care era folosit ca depozit de lemne și târg de animale. În 1893 zona a fost parcelată și s-a autorizat construirea de imobile. Între 1898–1903 s-a realizat Palatul Societății de Hidroameliorări Timiș Bega și fronturile adiacente lui, pe actualul bd. 16 Decembrie 1989 și spl. Tudor Vladimirescu. Tot la începutul anilor 1900 s-au construit imobile pe frontul vestic al străzii Gheoghe Doja.
Piața de animale a fost mutată în 1903 și imediat a început ocuparea restului zonei. În centrul ei a fost lăsată o zonă liberă, Dózsa tér (română Piața Doja), care în 1919 a fost redenumită Piața Plevnei. Aici s-a amenajat un scuar, actualul parc Gheorghe Doja, în care se află o statuie din bronz a lui Gheorghe Doja, realizată în 1977 de Andrei Szobotka. Între 1903–1910 laturile de est, nord (str. General Henri Berthelot, fostă str. Caraiman) și vest ale pieței au fost completate cu construcții specifice stilului Secession, care, împreună cu clădirile de pe spl. Tudor Vladimirescu, bd. 16 Decembrie 1989 și str. Gheorghe Doja formează un ansamblu arhitectural coerent, din clădiri cu unul sau două etaje, cu fațade care formează fronturi stradale continue.

## Clădiri din zona Iosefin a sitului
Conform convențiilor din epocă, clădirile cu cel mult un etaj erau numite „case”, iar cele cu două sau trei etaje, „palate”. Cu excepția denumirilor consacrate această convenție va fi folosită în tabelele următoare.
| Poz. | Descriere | Adresă, Coordonate                                                                                       | Data autorizării, data terminării, Arhitect       | Imagine | Note                                                    |
| ---- | --- | --- | ------------------------------------------------- | ------- | ------------------------------------------------------- |
| 1    | Palatul Apelor (Palatul Societății de Hidroameliorări Timiș Bega, Palatul Regionalei CFR Timișoara, Palatul Direcției Apelor Banat) stilul anilor 1900 eclectic cu elemente istoriciste, neobaroce și ale ordinului ionic. Reabilitat între 2010–2018. | Bd. 16 Decembrie 1989, nr. 2 Spl. Tudor Vladimirescu, nr. 14 45°44′57″N 21°13′10″E / 45.7492°N 21.2194°E | 13 aug 1900/ 29 aug 1901 Lipót Baumhorn           |         | [ 18 ] [ 19 ] [ 20 ] [ 21 ] [ 22 ] [ 23 ]               |
| 2    | Spitalul Clinic Căi Ferate Timișoara (fosta Casă Sectorială de Sănătate). Pavilioanele 13, 14 și 15 sunt în stilul anilor 1900, curentul Secession. Au demisol, parter și etaj. Sunt construite din cărămidă plină. Stare de conservare bună, reabilitat. | Spl. Tudor Vladimirescu, nr. 15 45°44′58″N 21°13′08″E / 45.7494°N 21.2189°E                              | 1900/ 1902 Eduard Reiter                          |         | [ 18 ] [ 24 ] [ 25 ] [ 26 ]                             |
| 3    | Casa Hermann Winkler, stilul anilor 1900 cu elemente istoriciste, neobaroce. Nereabilitată. | Bd. 16 Decembrie 1989, nr. 6 45°44′56″N 21°13′08″E / 45.7489°N 21.2190°E                                 | cca. 1900                                         |         | [ 18 ] [ 27 ]                                           |
| 4    | Palatul István Nemes, stilul anilor 1900, curentul Secession. Nereabilitat, pentru anul 2018 impozit majorat la 400 %. | Bd. 16 Decembrie 1989, nr. 8 45°44′56″N 21°13′08″E / 45.7488°N 21.2188°E                                 | 16 apr 1902/ 5 nov 1902 Lipót Baumhorn (atribuit) |         | [ 18 ] [ 27 ] [ 28 ] [ 29 ] [ 30 ]                      |
| 5    | Palatul Cazinoului Ținutului de Sud (Cazinoul Délvidéki), stilul 1900, curentul Secession (în stânga imaginii). Colțul dintre străzile 16 Decembrie 1989 și Miron Costin, unde era intrarea, era conceput în formă de turn, cu un balcon, acoperișul lui fiind dominat de un fronton triunghiular. La parter și la primul etaj funcționa cazinoul, care era un club al oamenilor înstăriți în care aveau acces doar membrii acestuia, care practicau obiceiul ceaiului de la „five o’clock”-ul, la modă în epocă. Ținuta era obligatorie. Cazinoul avea mese de joc, bibliotecă, locuri amenajate pentru întâlniri literare și o sală de concerte, actuala sală Lira. În perioada interbelică aici funcționa casa de modă „White-House” iar după cel de-al doilea război a devenit casa de cultură a municipiului. În curte era amenajat un teatru de vară, transformat apoi în cinematograf, care astăzi nu mai există. Stare medie (conservat). | Bd. 16 Decembrie 1989 nr. 10–12 45°44′55″N 21°13′06″E / 45.7485°N 21.2183°E                              | 21 mai 1902/ 1905 Emil Tőry (hu) (1863–1928)      |         | [ 18 ] [ 21 ] [ 31 ] [ 32 ]                             |
| 6    | Casa Dr. László Rötth. Stil eclectic istoricist. Reabilitată. | Str. Miron Costin nr. 2 45°44′56″N 21°13′04″E / 45.7488°N 21.2178°E                                      | oct. 1900/ 1901                                   |         | [ 33 ]                                                  |
| 7    | Farmacia Dezső Merkler. | Str. Miron Costin, nr. 1 45°44′54″N 21°13′04″E / 45.7484°N 21.2179°E                                     | sec. al XIX-lea                                   |         | [ 34 ]                                                  |
| 8    | Palatul Mária Radocsay, stil eclectic istoricist cu elemente clasiciste. Aut supraetajare et I 26 martie 1891, supraetajare et II 14 martie 1894 Restaurat în 2007–2010 sub conducerea arh. Constantin Ciocan. | P-ța Alexandru Mocioni nr. 8 45°44′48″N 21°12′57″E / 45.7467°N 21.2159°E                                 | 1891 sau 1894                                     |         | [ 18 ] [ 35 ]                                           |
| 9    | Fostul Palat al Fondului de Pensii, stil eclectic istoricist neobaroc. Clădirea, construită de primăria orașului, are trei fațade, cea centrală spre Piața Alexandru Mocioni, cea din stânga spre bd. 16 Decembrie 1989, iar cea din dreapta spre bd. Regele Carol I. Inițial acoperișul era decorat cu edicule care evidențiau traveea centrală și colțurile, edicule care astăzi nu mai există. Cele două etaje au fost destinate apartamentelor de închiriat, spațioase, iar la parter funcționa cafeneaua și restaurantului de lux „Elite”, care dispunea și de o grădină de vară. În anii comunismului localul a fost rebotezat cu numele de „Sinaia” și s-a degradat. Clădirea a fost reabilitată parțial, fiind refuncționalizată în 2004–2005 sub conducerea arh. Ioan Andreescu. | Bd. 16 Decembrie 1989, nr. 18 Bd. Regele Carol I, nr. 1 45°44′45″N 21°12′54″E / 45.7459°N 21.2151°E      | 1896/ 1897                                        |         | [ 18 ] [ 19 ] [ 21 ] [ 36 ] [ 37 ]                      |
| 10   | Palatul Teatrului de Păpuși (Palatul János Kassay), stil eclectic istoricist neobaroc. La parter funcționa Casa de Economii Cetățenești. Actual găzduiește Teatrul pentru Copii și Tineret „Merlin”. Clădirea este deteriorată, dar în curs de renovare. | Bd. Regele Carol I, nr. 3 45°44′45″N 21°12′52″E / 45.7458°N 21.2144°E                                    | 23 aug 1897/ 28 iul 1898                          |         | [ 18 ] [ 36 ]                                           |
| 11   | Casă, stilul anilor 1900, stilul anilor 1900, curentul Art Nouveau. Nereabilitată. | Bd. Regele Carol I, nr. 6 45°44′46″N 21°12′50″E / 45.7461°N 21.2140°E                                    | înainte de 1900                                   |         |                                                         |
| 12   | Palatul Casei de Economii Timișorene, 1906, stilul anilor 1900, curentul Art Nouveau cu decorații vegetale și figurative. Între decorații apare și reprezentarea stilizată a stupului de albine, simbol al băncilor. Nereabilitat. | Str. Ion Ghica, nr. 1 45°44′45″N 21°12′48″E / 45.7459°N 21.2133°E                                        | 5 mar 1906/ 5 nov 1906 Martin Gemeinhardt         |         | [ 18 ] [ 19 ] [ 21 ] [ 35 ] [ 38 ]                      |
| 13   | Palatul János (Johann) Hochstrasser, construit între 1912–1914 a fost a doua clădire cu trei etaje din Iosefin, după palatul Albert Schott. Aparține de curentul Secession târziu, cu forme geometrice, anticipând stilul Art Deco. Era decorat simplu, dar acum a pierdut decorațiile. La parter era Banca Economică de Comerț, filiala Iosefin. Reabilitat parțial. | Bd. Regele Carol I, nr. 10 45°44′45″N 21°12′46″E / 45.7458°N 21.2129°E                                   | 24 oct 1912/ 1 feb 1914                           |         | [ 18 ] [ 19 ] [ 35 ] [ 39 ]                             |
| 14   | Casa Studenților (fostă școală a Ordinului Surorilor de Notre Dame), stil Bauhaus cu reminscențe Art Deco, stilul Wolf (stil tipic arhitectului). Deasupra porții se află statuia Sfintei Maria, realizată în 1937 de sculptorul Sebastian Rotsching. Nereabilitată. | Bd. Regele Carol I nr. 9 45°44′43″N 21°12′47″E / 45.7453°N 21.2130°E                                     | 9 iunie 1936/ 1937 Mihai (Michael) Wolf           |         | [ 18 ] [ 19 ] [ 40 ] [ 41 ] [ 42 ] [ 43 ] [ 44 ] [ 45 ] |
| 15   | Colegiul Tehnic de Vest din Timișoara. Nereabilitat. | Bd. Regele Carol I nr. 11 45°44′42″N 21°12′45″E / 45.7451°N 21.2124°E                                    | sec. al XX-lea                                    |         | [ 45 ] [ 46 ]                                           |
| 16   | Liceul de Arte Plastice. Nereabilitat. | Bd. Gen. Ion Dragalina, nr. 8 45°44′41″N 21°12′43″E / 45.7448°N 21.2119°E                                | 5 mai 1892/ 1893 Eduard Reiter                    |         | [ 11 ] [ 45 ] [ 46 ]                                    |
| 17   | Liceul Teoretic „Dositei Obradovici”, stil eclectic istoricist. Clădirea, având parter și etaj, este amplasată retras față de frontul stradal. Cele trei ferestre de la etaj sunt încadrate de câte două semicoloane corintice. Pe clădire se află amplasată o placă comemorativă Dositei Obradovici. Reabilitat parțial. | Bd. General Ion Dragalina nr. 6 45°44′40″N 21°12′45″E / 45.7445°N 21.2126°E                              | 1881/ 1881 Eduard Reiter                          |         | [ 11 ] [ 19 ] [ 45 ] [ 46 ] [ 47 ]                      |
| 18   | Corp al Colegiului Național Bănățean, fost internat al Ordinului Surorilor de Notre Dame, este o clădire cu două etaje în stil neoromanic, cu elemente neogotice. Degradat, dar în curs de renovare. | Bd. General Ion Dragalina nr. 4 45°44′38″N 21°12′45″E / 45.7440°N 21.2125°E                              | 26 iulie 1894/ 1895 Eduard Reiter                 |         | [ 11 ] [ 19 ] [ 45 ]                                    |
| 19   | Biserica Romano-Catolică „Preasfânta Inimă a lui Isus” a Ordinului Surorilor de Notre Dame, stil eclectic istoricist cu elemente neoromanice. Parțial reabilitată. | Bd. General Ion Dragalina nr. 4 45°44′38″N 21°12′46″E / 45.7438°N 21.2127°E                              | 12 mai 1893/ 1894 Eduard Reiter                   |         | [ 11 ] [ 12 ] [ 19 ] [ 40 ] [ 45 ]                      |
| 20   | Centrul Școlar pentru Educație Incluzivă „Dumitru Ciumăgeanu” Timișoara. Nereabilitat. | Bd. General Ion Dragalina nr. 2 45°44′37″N 21°12′47″E / 45.7435°N 21.2130°E                              | sec. al XX-lea                                    |         | [ 18 ] [ 45 ] [ 46 ] [ 48 ]                             |
| 21   | Grădinița cu Program Prelungit nr. 14. Degradată, în curs de demolare. | Bd. 16 Decembrie 1989, nr. 28 45°44′38″N 21°12′48″E / 45.7440°N 21.2134°E                                | sec. al XIX-lea                                   |         | [ 45 ] [ 46 ] [ 49 ]                                    |
| 22   | Colegiul Național Bănățean. Reabilitat. | Bd. 16 Decembrie 1989 nr. 26 45°44′41″N 21°12′48″E / 45.7447°N 21.2133°E                                 | 1881/ 1881 Eduard Reiter                          |         | [ 11 ] [ 45 ] [ 46 ]                                    |
| 23   | Spitalul Clinic de Obstetrică-Ginecologie din Timișoara (Casa Wendörfer). Nereabilitat. | Bd. 16 Decembrie 1989, nr. 24 45°44′42″N 21°12′52″E / 45.7450°N 21.2145°E                                | sec. al XIX-lea                                   |         | [ 46 ] [ 50 ] [ 51 ]                                    |
| 24   | Palatul Lipót Löffler. | Bd. 16 Decembrie 1989, nr. 20 45°44′43″N 21°12′54″E / 45.7454°N 21.2149°E                                | 1897                                              |         | [ 52 ]                                                  |
| 25   | Palatul Ancora (Palatul Aladár Kudelich, Palatul Kudelich-Sailer) stil eclectic istoricist cu decorațiuni neoromanice și neogotice, turn de inspirație medievală. | Bd. General Ion Dragalina, nr. 24, 25 și 25A 45°44′50″N 21°12′37″E / 45.7471°N 21.2103°E                 | 24 aug 1901/ 7 iulie 1902 Martin Gemeinhardt      |         | [ 19 ] [ 21 ] [ 53 ] [ 54 ] [ 55 ] [ 56 ]               |
| 26   | Palat construit (probabil) de F. Baloneszku, Salamon Schnürer, Adolf Hanecker și Jakab Weiss, stil Secession 1900 cu o ornamentație complexă. Reabilitat. | Spl. Tudor Vladimirescu, nr. 24 45°44′51″N 21°12′40″E / 45.7474°N 21.2111°E                              | 26 sep 1911/ 1 feb 1913 Martin Gemeinhardt        |         | [ 19 ] [ 53 ] [ 57 ]                                    |
| 27   | Palat construit (probabil) de F. Baloneszku, Salamon Schnürer, Adolf Hanecker și Jakab Weiss, stil Secession 1900, cu o ornamentație de fațadă ușor ternă, cu volume alternante, care amintesc mai mult de Jugendstil-ul austriac. Reabilitat. | Spl. Tudor Vladimirescu, nr. 23 45°44′51″N 21°12′41″E / 45.7475°N 21.2114°E                              | 26 sep 1911/ 1 feb 1913 Martin Gemeinhardt        |         | [ 19 ] [ 53 ] [ 57 ]                                    |
| 28   | Palat construit (probabil) de F. Baloneszku, Salamon Schnürer, Adolf Hanecker și Jakab Weiss, stil Secession 1900. Nereabilitat. | Spl. Tudor Vladimirescu, nr. 22 45°44′51″N 21°12′42″E / 45.7476°N 21.2117°E                              | 26 sep 1911/ 1 feb 1913 Martin Gemeinhardt        |         | [ 19 ] [ 53 ] [ 57 ]                                    |
| 29   | Palat construit (probabil) de F. Baloneszku, Salamon Schnürer, Adolf Hanecker și Jakab Weiss, stil Secession 1900. Nereabilitat. | Str. Ion Ghica, nr. 19 45°44′52″N 21°12′43″E / 45.7477°N 21.2120°E                                       | 26 sep 1911/ 1 feb 1913 Martin Gemeinhardt        |         | [ 19 ] [ 57 ]                                           |
| 30   | Palatul baronului Béla Gudenus de Gad. Stil eclectic istoricist. Degradat. | Str. Emanoil Gojdu, nr. 7 45°44′51″N 21°12′50″E / 45.7474°N 21.2139°E                                    | 3 mai 1912/ 1913 Hernrik Telkes                   |         | [ 58 ] [ 59 ]                                           |
| 31   | Casa cu fațada gotică. Stil eclectic istoricist. Degradată. | Spl. Tudor Vladimirescu, nr. 18 45°44′54″N 21°12′52″E / 45.7483°N 21.2144°E                              | 1905                                              |         | [ 19 ] [ 54 ] [ 60 ]                                    |

## Clădiri din zona Elisabetin a sitului
| Poz. | Descriere | Adresă, Coordonate | Data autorizării, data terminării, Arhitect                                              | Imagine | Note                                                           |
| ---- | --- | --- | ---------------------------------------------------------------------------------------- | ------- | -------------------------------------------------------------- |
| 1    | Palatul Ferencz (Franz) Marschall, stil Art Nouveau, curentul Secession. Edificiul este considerat ca fiind „poarta de intrare” în cartiere istorice Iosefin și Elisabetin. Rabilitat. | Spl. Tudor Vladimirescu, nr. 12 45°44′56″N 21°13′13″E / 45.7490°N 21.2203°E                                           | 14 dec 1903/ 1 nov 1904 Martin Gemeinhardt                                               |         | [ 19 ] [ 61 ] [ 62 ] [ 63 ]                                    |
| 2    | Casa Mór Reiter. Nereabilitată. | Spl. Tudor Vladimirescu, nr. 11 45°44′56″N 21°13′15″E / 45.7489°N 21.2207°E                                           | 9 feb 1904 1 nov 1904                                                                    |         | [ 64 ]                                                         |
| 3    | Palatul Flavia (Palatul Ferencz (Franz) Weismayr), stil eclectic. Înainte de 1989 găzduia policlinica cu plată. Actual este o proprietate privată închiriată Consulatului Republicii Federale Germania. Reabilitat. | Spl. Tudor Vladimirescu, nr. 10 45°44′55″N 21°13′17″E / 45.7487°N 21.2214°E                                           | 1 oct 1903/ 15 oct 1904                                                                  |         | [ 65 ] [ 66 ] [ 67 ] [ 68 ]                                    |
| 4    | Palatul Dezső Bécsi. Stil Art Nouveau, curentul Secession. Reabilitat. | Spl. Tudor Vladimirescu, nr. 9 45°44′55″N 21°13′19″E / 45.7485°N 21.2220°E                                            | 2 iunie 1905 21 mai 1906                                                                 |         | [ 69 ]                                                         |
| 5    | Casa József Bellái și soția (1). Stil Secession. Nereabilitată. | Spl. Tudor Vladimirescu, nr. 8 45°44′54″N 21°13′21″E / 45.7484°N 21.2224°E                                            | 10 mai 1905/ 2 nov 1905                                                                  |         | [ 70 ]                                                         |
| 6    | Casa József Bellái și soția (2). Stil Secession. Nereabilitată. | Spl. Tudor Vladimirescu, nr. 7 45°44′54″N 21°13′22″E / 45.7483°N 21.22265°E                                           | 10 mai 1905/ 2 nov 1905                                                                  |         | [ 70 ]                                                         |
| 7    | Casa Alajos Gregor. Stil Art Nouveau, curentul Secession. Nereabilitată. | Spl. Tudor Vladimirescu, nr. 6 45°44′54″N 21°13′23″E / 45.7482°N 21.2230°E                                            | apr 1906/ 1907                                                                           |         | [ 71 ]                                                         |
| 8    | Casa Ákos Kovács. Stil Art Nouveau, curentul Secession. Nereabilitată. | Str. Brașov, nr. 2 45°44′53″N 21°13′21″E / 45.7481°N 21.2226°E                                                        | 12 aug 1909/ 23 mai 1910 László Székely (atribuit)                                       |         | [ 72 ]                                                         |
| 9    | Casa Dezső și văd. Istvána Vitéz. Nereabilitată. | Str. Brașov, nr. 4 45°44′53″N 21°13′20″E / 45.7480°N 21.2223°E                                                        | 16 apr 1910/ 9 mar 1911                                                                  |         | [ 73 ]                                                         |
| 10   | Casa Adolf Neufeld. Stil Art Nouveau, curentul Secession. Reabilitată. | Str. Brașov, nr. 6 45°44′52″N 21°13′20″E / 45.7479°N 21.2221°E                                                        | apr 1905 1906                                                                            |         | [ 74 ]                                                         |
| 11   | Casa László Vaniss și soția. Clădirea este încadrată în stilul Secession. Fațada curbată de pe colț are decorațiuni la nivelul etajului. | Str. Brașov, nr. 8 45°44′52″N 21°13′18″E / 45.7478°N 21.2217°E                                                        | apr 1905/ sep 1905                                                                       |         | [ 19 ] [ 75 ]                                                  |
| 12   | Casa Károly Fichtner. Nereabilitată. | P-ța Plevnei, nr. 1 45°44′53″N 21°13′17″E / 45.7480°N 21.2215°E                                                       | 29 sep 1906/ 3 aug 1907 Ernő Fogl                                                        |         | [ 76 ]                                                         |
| 13   | Casa Ernő Fogl. Stil eclectic istoricist. Nereabilitată. | Str. Gen. Henri Berthelot, nr. 3 45°44′54″N 21°13′17″E / 45.7483°N 21.2214°E                                          | 20 mar 1905/ 2 nov 1905 Elemér Makay                                                     |         | [ 77 ]                                                         |
| 14   | Palatul Jakab Klein și soția. Stil eclectic istoricist cu elemente Secession. Reabilitat. | Str. Gen. Henri Berthelot, nr. 1 45°44′54″N 21°13′18″E / 45.7484°N 21.2217°E                                          | 4 oct 1905/ 20 nov 1906 Jakab Klein                                                      |         | [ 78 ] [ 79 ]                                                  |
| 15   | Monumentul lui Gheorghe Doja | P-ța Plevnei 45°44′53″N 21°13′15″E / 45.7480°N 21.2209°E                                                              | 1977 Andrei Szobotka (sculptor)                                                          |         | [ 15 ] [ 16 ] [ 80 ]                                           |
| 16   | Casa Emil Szilárd (Casa cu poartă frumoasă), stilul anilor 1900, eclectic. Poarta este una dintre cele mai frumoase feronerii din Timișoara. Reabilitată. | Str. Gen. Henri Berthelot, nr. 2 45°44′55″N 21°13′15″E / 45.7485°N 21.2209°E                                          | 5 sep 1904/ 21 iul 1905 László Székely                                                   |         | [ 17 ] [ 19 ] [ 81 ] [ 82 ] [ 83 ] [ 84 ]                      |
| 17   | Casa Johann (János) Hartlauer (Casa cu Păuni și Bufnițe), stilul anilor 1900, curentul Art Nouveau. Decorațiile de pe fațadă sunt motive florale și zoomorfe: păuni, bufnițe și veverițe. Nereabilitată. | P-ța Plevnei, nr. 7 45°44′54″N 21°13′15″E / 45.7484°N 21.2207°E                                                       | 29 apr 1904/ 1 nov 1904 Martin Gemeinhardt                                               |         | [ 17 ] [ 19 ] [ 83 ] [ 85 ] [ 86 ]                             |
| 18   | Casa Dr. Junkert, stilul anilor 1900, curentul Art Nouveau. Edificiul se remarcă prin ornamentele care includ chipuri feminine și motive vegetale. Nereabilitată. | P-ța Plevnei, nr. 6 45°44′54″N 21°13′13″E / 45.7483°N 21.2204°E                                                       | 7 aug 1904/ 12 mai 1909 (transformare)/ 20 apr 1905/ 2 iun 1909 Arthur Tunner (atribuit) |         | [ 17 ] [ 65 ] [ 87 ]                                           |
| 19   | Casa Romulus Nicolin (Casa cu Păuni), stilul anilor 1900, curentul Art Nouveau. Modificat detalii conform aut. din 14 aprilie 1910. Decorațiile de pe fațadă simbolizează pomul vieții și păuni, decorații asemănătoare cu cele ale Casei cu Păuni, operă a aceluiași arhitect. Deasupra intrării se vede monograma proprietarului, „RN”. Nereabilitată. | Str. Gen. Henri Berthelot, nr. 4 45°44′54″N 21°13′12″E / 45.7482°N 21.2201°E                                          | 9 feb 1904/ 14 sep 1904 Martin Gemeinhardt                                               |         | [ 17 ] [ 19 ] [ 13 ] [ 84 ] [ 83 ] [ 88 ]                      |
| 20   | Casa Holczer. Lotul inițial cuprindea și partea pe care s-a construit casa de la adresa str. Gheorghe Doja, nr. 5, Holczer fiid co proprietar împreună cu Ernő Neuhausz. | Str. Gen. Henri Berthelot, nr. 6 45°44′53″N 21°13′12″E / 45.7481°N 21.2199°E                                          | 27 iun 1906/ 6 mai 1907                                                                  |         | [ 89 ] [ 90 ]                                                  |
| 21   | Palatul Dr. Adolf Vértes (palatul Jakob Klein), stilul anilor 1900, curentul Secession. Colțul dinspre Piața Plevnei este rotunjit, având un turn din tablă. Parterul clădirii este tratat ca o bază puternic bosată. Pe fațada către Str. Henri Berthelot este accentuată plastic traveea intrării, iar deasupra ferestrelor de la etajul I sunt două medalioane cu reliefuri, unul este cu o tânără care cântă la vioară, iar celălalt cu una care pictează. Holul de intrare este bogat ornamentat. Nereabilitat, pentru anul 2018 impozit majorat la 300 %. | Str. Gen. Henri Berthelot, nr. 5 45°44′52″N 21°13′13″E / 45.7479°N 21.2202°E                                          | 4 oct 1909/ 30 aug 1910 Jakob Klein (1869–1934) László Székely                           |         | [ 17 ] [ 19 ] [ 13 ] [ 29 ] [ 30 ] [ 91 ] [ 92 ] [ 93 ] [ 94 ] |
| 22   | Casa Johann Hartlauer (2). Stil Secession. Reabilitată. | P-ța Plevnei, nr. 5 45°44′52″N 21°13′13″E / 45.7477°N 21.2204°E                                                       | 12 iul 1909/ 29 iul 1910 Martin Gemeinhardt                                              |         | [ 95 ]                                                         |
| 23   | Casa Dezső Marx și soția. Stil Secession. Reabilitată. | P-ța Plevnei, nr. 4 45°44′51″N 21°13′14″E / 45.7474°N 21.2206°E                                                       | 19 iun 1907/ 19 oct 1907                                                                 |         | [ 96 ]                                                         |
| 24   | Casa văduvei Lajos Blau. Stilul Art Nouveau, curentul Secession. Bovindou cu decorațiuni antropomorfe. Reabilitată. | Str. Gheorghe Doja, nr. 5 45°44′50″N 21°13′12″E / 45.7472°N 21.2201°E                                                 | 18 iun 1907/ 19 oct 1907 Eduard Reiter (atribuit)                                        |         | [ 94 ] [ 97 ]                                                  |
| 25   | Palatul Jakab Klein și Miklós Frecot. Construită în stilul secession eclectic, clădirea este decorată între etaje cu busturi angelice în profil, iar la cornișă cu chipuri feminine. | Str. Gheorghe Doja, nr. 3 45°44′51″N 21°13′12″E / 45.7475°N 21.2199°E                                                 | 30 sep 1907/ 3 aug 1908 Gábor Fodor                                                      |         | [ 98 ]                                                         |
| 26   | Palatul Martin Gemeinhardt, stilul anilor 1900, curentul Secession. reabilitat. | Str. Gen. Henri Berthelot, nr. 7 45°44′52″N 21°13′11″E / 45.7478°N 21.2197°E                                          | 3 iul 1908/ 4 aug 1909 Martin Gemeinhardt                                                |         | [ 99 ]                                                         |
| 27   | Casa Ernő Neuhausz, nereabilitată. | Str. Gheorghe Doja, nr. 1 45°44′53″N 21°13′10″E / 45.7481°N 21.2195°E                                                 | 2 nov 1905/ 14 iul 1906                                                                  |         | [ 100 ]                                                        |
| 28   | Casa Tamás Czermak, stil eclectic istoricist. Renovată. | Bd. 16 Decembrie 1989, nr. 5 45°44′55″N 21°13′09″E / 45.7485°N 21.2193°E                                              | 7 iun 1902/ 17 iul 1903                                                                  |         | [ 101 ]                                                        |
| 29   | Casa István Szalay, stil eclectic istoricist. Nereabilitată. | Bd. 16 Decembrie 1989, nr. 3 45°44′55″N 21°13′11″E / 45.7487°N 21.2196°E                                              | sep 1902/ 1903                                                                           |         | [ 102 ]                                                        |
| 30   | Casa Lajos Tunner, amestec de stiluri eclectic și Secession. Reabilitată. | Bd. 16 Decembrie 1989, nr. 1 45°44′56″N 21°13′12″E / 45.7489°N 21.2199°E                                              | apr 1902/ 1903 Arthur Tunner (atribuit)                                                  |         | [ 103 ]                                                        |
| 31   | Monumentul Sfânta Maria, stilul anilor 1900 eclectic cu elemente neoromantice | Piața Sf. Maria 45°44′54″N 21°13′08″E / 45.7483°N 21.2189°E                                                           | 1906/ 1906 László Székely (capela) György Kiss (hu) (sculptura)                          |         | [ 17 ] [ 19 ] [ 104 ] [ 105 ] [ 106 ] [ 107 ]                  |
| 32   | Casa Árpád Naschitz, stil eclectic istoricist cu elemente neobaroce. Reabilitată. | Str. Gheorghe Doja, nr. 2 45°44′53″N 21°13′09″E / 45.7481°N 21.2191°E                                                 | 9 sep 1899/ 29 iulie 1900                                                                |         | [ 104 ] [ 108 ]                                                |
| 33   | Casa Marczell Káldori (Casa István László). Stil eclectic istoricist cu decorațiuni neobaroce. Aspectul actual conform aut. de modificare din mai 1914. Stare medie (conservată). | Str. Gheorghe Doja, nr. 4 45°44′52″N 21°13′09″E / 45.7479°N 21.2192°E                                                 | 1900/ 1901                                                                               |         | [ 109 ]                                                        |
| 34   | Casa Illés Nikolits, stil eclectic istoricist (neorococo), Art Nouveau 1900. Reabilitată. | Str. Gheorghe Doja, nr. 6 45°44′52″N 21°13′09″E / 45.7478°N 21.2193°E                                                 | 9 apr 1898/ 1900                                                                         |         | [ 110 ]                                                        |
| 35   | Casă cu etaj, nereabilitată. | Str. Gheorghe Doja, nr. 8 45°44′51″N 21°13′10″E / 45.7476°N 21.2195°E                                                 | începutul sec. al XX-lea                                                                 |         |                                                                |
| 36   | Casă cu etaj, nereabilitată. | Str. Gheorghe Doja, nr. 10 45°44′51″N 21°13′11″E / 45.7474°N 21.2196°E                                                | începutul sec. al XX-lea                                                                 |         |                                                                |
| 37   | Casa Heinz Wolf. Casă de raport. Reabilitată parțial. | Str. August Treboniu Laurean, nr. 2 45°44′50″N 21°13′11″E / 45.7471°N 21.2197°E                                       | 1906/ 1907                                                                               |         | [ 17 ]                                                         |
| 38   | Tribunalul Districtual. În curs de renovare. | Str. Gheorghe Doja, nr. 12 45°44′48″N 21°13′12″E / 45.7467°N 21.2201°E                                                | 1906                                                                                     |         |                                                                |
| 39   | Casă, reabilitată. | Str. Gheorghe Doja, nr. 14 45°44′47″N 21°13′13″E / 45.7465°N 21.2203°E                                                | începutul sec. al XX-lea                                                                 |         |                                                                |
| 40   | Liceul Tehnologic Special Gheorghe Atanasiu (din 2004 scoala de arte si meserii Gheorghe Atanasiu) (Institutul pentru surdomuți), supraetajată 1900-1901. Reabilitat. | Str. Gheorghe Doja, nr. 16 45°44′46″N 21°13′13″E / 45.7460°N 21.2203°E                                                | 1894/ 1897 Lipót (Leopold) Löffler                                                       |         | [ 17 ] [ 111 ] [ 112 ] [ 113 ]                                 |
| 41   | Palatul Christian Mátyás (Casa cu câini). Stilul anilor 1900, curentul Secession, ornat cu basoreliefuri în formă de statui feminine și, la nivelul frontonului, basorelefuri cu câini. Degradat. | Str. Timotei Cipariu, nr. 11 45°44′49″N 21°13′09″E / 45.7470°N 21.2193°E                                              | mai 1910/ 1911                                                                           |         | [ 114 ]                                                        |
| 42   | Casă, rebilitată | Str. Timotei Cipariu, nr. 9 45°44′50″N 21°13′09″E / 45.7472°N 21.2191°E                                               | începutul sec. al XX-lea                                                                 |         |                                                                |
| 43   | Casă, nereabilitată | Str. Timotei Cipariu, nr. 7 45°44′51″N 21°13′08″E / 45.7474°N 21.2190°E                                               | începutul sec. al XX-lea                                                                 |         |                                                                |
| 44   | Casă, reabilitată | Str. Timotei Cipariu, nr. 3 45°44′52″N 21°13′07″E / 45.7478°N 21.2187°E                                               | începutul sec. al XX-lea                                                                 |         | începutul sec. al XX-lea                                       |
| 45   | Palatul și Biserica Comunității Reformate, stilul anilor 1900 eclectic cu elemente neogotice. Antreprenor arh. Karl Hart. Parțial reabilitate. | Str. Timotei Cipariu, nr. 1 45°44′53″N 21°13′07″E / 45.7481°N 21.2185°E                                               | 15 sep 1901/ 1902 Károly Nagy jr. László Jánosházy                                       |         | [ 17 ] [ 19 ] [ 104 ] [ 115 ]                                  |
| 46   | Palatul Béla Kunz. Stil eclectic istoricist cu decorațiuni neobaroce. Stare medie (conservat). | Bd. 16 Decembrie 1989, nr. 7 45°44′52″N 21°13′06″E / 45.7479°N 21.2182°E                                              | 6 august 1900/ 28 iulie 1901                                                             |         | [ 116 ]                                                        |
| 47   | Casa Mucsalov. Parțial reabilitată. | Str. Timotei Cipariu, nr. 2 45°44′51″N 21°13′06″E / 45.7476°N 21.2184°E                                               | începutul sec. al XX-lea                                                                 |         | [ 17 ]                                                         |
| 48   | Casă, nereabilitată. | Str. Timotei Cipariu, nr. 4 45°44′51″N 21°13′07″E / 45.7475°N 21.2185°E                                               | începutul sec. al XX-lea                                                                 |         |                                                                |
| 49   | Casă, parțial reabilitată. | Str. Timotei Cipariu, nr. 6 45°44′50″N 21°13′07″E / 45.7473°N 21.2186°E                                               | începutul sec. al XX-lea                                                                 |         |                                                                |
| 50   | Casă cu etaj, nereabilitată. | Str. Timotei Cipariu, nr. 8 45°44′50″N 21°13′07″E / 45.7471°N 21.2187°E                                               | începutul sec. al XX-lea                                                                 |         |                                                                |
| 51   | Casă cu etaj, nereabilitată. | Str. Timotei Cipariu, nr. 10 45°44′48″N 21°13′08″E / 45.7468°N 21.2189°E                                              | începutul sec. al XX-lea                                                                 |         |                                                                |
| 52   | Palatul Lajos (Ludwig) Besch și Károly (Karl) Piffl, stil Secession 1900. Degradat. | Bd. 16 Decembrie 1989, nr. 11 45°44′51″N 21°13′04″E / 45.7475°N 21.2178°E                                             | 28 oct 1911/ 1912                                                                        |         | [ 110 ] [ 117 ]                                                |
| 53   | Biserica ortodoxă cu hramul „Nașterea Maicii Domnului”, stil neobizantin influențat de unele tendințe ale stilului modern interbelic. Reabilitată. Pe clopotniță, la bază, se află lucrarea în bronz Biserica plângătoare, sculptor Marian Zidaru, 1995. În curtea bisericii se află busturile în bronz, realizate de Aurel Gheorghe Ardeleanu, ale: • Iacob Marian, 2008 • Victor Vlad, 2007 • Ioan Imbroane, 2007 • Emanuil Ungurianu, 2007 • Ioachim Miloia, 2008 • Sabin Drăgoi, 2016                                                                       | P-ța Alexandru Mocioni 45°44′46″N 21°12′59″E / 45.7461°N 21.2165°E                                                    | 23 sep 1931/ 1936 Victor Vlad                                                            |         | [ 17 ] [ 118 ] [ 119 ] [ 120 ] [ 121 ]                         |
| 54   | Palatul György Dauerbach, stilul anilor 1900, curentul Secession. Nereabilitat. | P-ța Alexandru Mocioni nr. 2 45°44′46″N 21°13′03″E / 45.7460°N 21.2174°E                                              | 15 mar 1910/ 22 dec 1910                                                                 |         | [ 17 ] [ 19 ] [ 122 ] [ 123 ]                                  |
| 55   | Casa Karl Hart, stil eclectic istoricist cu decorațiuni neobaroce. Nereabilitat, pentru anul 2018 impozit majorat la 400 %. | P-ța alexandru Mocioni, nr. 3 45°44′45″N 21°13′02″E / 45.7458°N 21.2171°E                                             | 18 mar 1901/ 4 sep 1901 Karl Hart                                                        |         | [ 17 ] [ 19 ] [ 29 ] [ 30 ] [ 122 ] [ 123 ] [ 124 ]            |
| 56   | Palatul Jakab (Jakob) Fischer, stilul anilor 1900, curentul Secession. Degradat. | P-ța alexandru Mocioni, nr. 4 45°44′45″N 21°13′01″E / 45.7457°N 21.2169°E                                             | 15 mar 1910/ 25 oct 1910 Gábor Fodor                                                     |         | [ 17 ] [ 19 ] [ 122 ] [ 123 ]                                  |
| 57   | Palatele Béla Fiatska, 3 clădiri gemene. Stilul anilor 1900, curentul Secession. Nereabilitate. | P-ța Alexandru Mocioni, nr. 5 și 6 str. Ion Heliade Rădulescu nr. 1 și 1A 45°44′43″N 21°12′58″E / 45.7453°N 21.2161°E | 19 sep 1910/ 19 sep 1911                                                                 |         | [ 17 ] [ 19 ] [ 122 ] [ 123 ]                                  |
| 58   | Casa Rudolf (Rezső) Menczer, stil eclectic istoricist cu decorațiuni neobaroce. Începând din 1897 a găzduit farmacia Kolomán Skribanek. Actual găzduiește Clinica Obstetrică-Ginecologie I a Spitalului Clinic Municipal de Urgență Timișoara. Parțial reabilitată. | Bd. 16 Decembrie 1989, nr. 27 45°44′40″N 21°12′53″E / 45.7445°N 21.2146°E                                             | 26 aug 1894/ 30 iulie 1895 Karl Hart                                                     |         | [ 19 ] [ 50 ] [ 110 ] [ 125 ]                                  |
| 59   | Grădinița cu Program Prelungit nr. 21. Nereabilitată. | Str. Ion Heliade Rădulescu, nr. 5 45°44′40″N 21°12′59″E / 45.7445°N 21.2163°E                                         | sec. al XIX-lea                                                                          |         | [ 46 ] [ 126 ]                                                 |
| 60   | Fostul local Șari-Neni (restaurantul Intim). Degradat. | Str. Romulus, nr. 32 45°44′37″N 21°13′11″E / 45.7435°N 21.2198°E                                                      | sec. al XIX-lea                                                                          |         | [ 127 ]                                                        |

## Obiective din zona de protecție a sitului
| Poz. | Descriere | Adresă, Coordonate | Data autorizării, data terminării, Arhitect                   | Imagine | Note                                              |
| ---- | --- | --- | ------------------------------------------------------------- | ------- | ------------------------------------------------- |
| A    | Clădirea Asociației Învățătorilor din Ungaria de Sud, stilul anilor 1900, curentul Secession. În ea a fucționat inspectoratul școlar Timiș. Într-o nișă de desupra intrării este o sculptură în piatră de autor necunoscut, reprezentând o figură feminină. Reabilitată.                                                             | Str. Gheorghe Doja. nr. 11 45°44′47″N 21°13′14″E / 45.7465°N 21.2206°E                                                   | 1904                                                          |         | [ 17 ] [ 128 ] [ 129 ]                            |
| B    | Palatul Ede (Eduard) Thomas. Nereabilitat | Bd. 16 Decembrie 1989, nr. 29 45°44′38″N 21°12′50″E / 45.7439°N 21.2140°E                                                | 15 sep 1910/ 1911                                             |         | [ 19 ] [ 130 ] [ 131 ]                            |
| C    | Grădinița cu Program Normal nr. 17. Nereabilitată. | Bd. General Ion Dragalina, nr. 5 45°44′37″N 21°12′44″E / 45.7435°N 21.2122°E                                             | sec. al XIX-lea                                               |         | [ 46 ] [ 126 ]                                    |
| D    | Palatul Károly (Karl) Ringeisen, stilul anilor 1900, curentul Secession. Nereabilitat. | Bd. General Ion Dragalina, nr. 7 45°44′38″N 21°12′42″E / 45.7438°N 21.2118°E                                             | 17 sep 1910 3 nov 1910 (transformare)/ 1911                   |         | [ 18 ] [ 132 ]                                    |
| E    | Biserica romano-catolică din Iosefin, stil baroc. Turnul, avariat în 1849, reparat în 1861 de arh. Johann von Schuster, iar fleșa supraînălțată 1889. Monument istoric cod LMI TM-II-m-A-06132. Reabilitată. | Bd. Regele Carol I, nr. 13 45°44′41″N 21°12′40″E / 45.7447°N 21.2111°E                                                   | 17 oct 1768/ 1774–1775 Carl Alexander (Carlale) Steinlein     |         | [ 9 ] [ 18 ] [ 133 ] [ 134 ]                      |
| F    | Palatul Casei de Economii, Filiala Iosefin, stil eclectic istoricist neobaroc. Nereabilitat, pentru anul 2018 impozit majorat la 300 %. | Bd. Regele Carol I, nr. 18 45°44′42″N 21°12′39″E / 45.7451°N 21.2108°E                                                   | 12 mar 1898/ 30 nov 1898 Eduard Reiter                        |         | [ 18 ] [ 19 ] [ 26 ] [ 21 ] [ 29 ] [ 30 ] [ 135 ] |
| G    | Palat. | Bd. Gen. Ion Dragalina, nr. 15 45°44′44″N 21°12′38″E / 45.7455°N 21.2106°E                                               | sec. al XIX-lea                                               |         |                                                   |
| H    | Palat. | Bd. Gen. Ion Dragalina, nr. 15A 45°44′44″N 21°12′38″E / 45.7456°N 21.2105°E                                              | sec. al XIX-lea                                               |         |                                                   |
| I    | Casă. | Bd. Gen. Ion Dragalina, nr. 17 45°44′45″N 21°12′37″E / 45.7458°N 21.2104°E                                               | sec. al XIX-lea                                               |         |                                                   |
| J    | Casa Lichtfusz József (Lichtfuss Josef). Stil Art Nouveau, curentul Secession, cu decorațiuni neogotice (elemenete antropomorfe în stilul garguielor gotice). Nereabilitat. | Bd. Gen. Ion Dragalina, nr. 19 45°44′46″N 21°12′37″E / 45.7460°N 21.2103°E                                               | apr 1906/ 1907                                                |         | [ 136 ]                                           |
| K    | Casă. | Bd. Gen. Ion Dragalina, nr. 21 45°44′46″N 21°12′37″E / 45.7461°N 21.2102°E                                               | sec. al XIX-lea                                               |         |                                                   |
| L    | Casă. | Bd. Gen. Ion Dragalina, nr. 23 45°44′47″N 21°12′36″E / 45.7464°N 21.2100°E                                               | sec. al XIX-lea                                               |         |                                                   |
| M    | Casă. | Bd. Gen. Ion Dragalina, nr. 25 45°44′48″N 21°12′36″E / 45.7466°N 21.2099°E                                               | sec. al XIX-lea                                               |         |                                                   |
| N    | Palatul Károly (Karl) Weisz (fostul Hotel Royal), stilul anilor 1900, curentul Secession. Parțial reabilitat. | Bd. Gen. Ion Dragalina, nr. 27 45°44′48″N 21°12′35″E / 45.7468°N 21.2097°E                                               | 1909/ 1910                                                    |         | [ 19 ] [ 21 ] [ 137 ]                             |
| O    | Palatul Martin Gemeinhardt (fostul Hotel Splendid) interbelic stil Secession 1900, cu decorațiuni geometrice bazate pe forme pătrate. Transformat în 1941. Nereabilitat. | Bd. Gen. Ion Dragalina, nr. 29 45°44′52″N 21°12′33″E / 45.7477°N 21.2091°E                                               | 26 sep 1911 26 feb 1912 (completări)/ 1912 Martin Gemeinhardt |         | [ 19 ] [ 138 ] [ 139 ]                            |
| P    | Podul General Ion Dragalina, fost Ștefan cel Mare, Ancora de Aur, Franz Iosif, cunoscut de public ca Podul Gării. Vechi pod de lemn, înlocuit în 1871 cu un pod metalic, înlocuit la rândul său de alt pod metalic în 1891, închis în 1939 și înlocuit în 1956 de actual pod de beton armat. Pod pietonal, rutier și pentru tramvai. | Bd. Gen. Ion Dragalina 45°44′51″N 21°12′35″E / 45.7474°N 21.2097°E                                                       | 1954/ 1956 M. Minulescu G. Cernescu                           |         | [ 140 ]                                           |
| Q    | Podul metalic, cunoscut de public ca Podul de la Fabrica de Lanțuri, sau Podul de Fier. Este fostul pod Hunyadi din 1871, care a fost demontat de la Maria în 1914 și montat pe actualul amplasament în 1917. Pod pietonal. | Str. Ady Endre/ Str. Andrei Mureșanu 45°44′57″N 21°12′53″E / 45.7491°N 21.2146°E                                         | 1871                                                          |         | [ 141 ] [ 142 ]                                   |
| R    | Podul Maria, fost Podul Traian, Hunyadi híd, Große Brücke. Vechi pod de lemn, înlocuit în 1871 cu un pod metalic, înlocuit la rândul său de actualul pod de beton armat. Pod pietonal, rutier și pentru tramvai. | Bd. 16 Decembrie 1989/ Parcul Central și Parcul Catedralei 45°44′59″N 21°13′16″E / 45.7497°N 21.2210°E                   | 1911/ 1916 Lád Károly Elemér Wachtel                          |         | [ 143 ] [ 141 ] [ 144 ]                           |
| S    | Parcul Alpinet , fost Arboretum. Are o suptafață de 22 000 m², din care aproape 12 000 m² spații verzi. În parc se află restaurantul Flora. Reamenajat în 2003 și în curs de reamenajare în 2017. | Între: Canalul Bega, Spl. Tudor Vladimirescu, Podul Maria, Podul Mihai Viteazu 45°44′56″N 21°13′23″E / 45.749°N 21.223°E | 1934 Mihai Demetrovici                                        |         | [ 145 ] [ 146 ] [ 147 ] [ 148 ] [ 149 ]           |